# Maale Amos
Ma'ale Amos (en hebreo: מעלה עמוס) es un asentamiento comunitario ortodoxo israelí situado en Cisjordania (Palestina). Según el sistema administrativo palestino, se ubica en la gobernación de Hebrón, mientras que según el israelí está en el Área de Judea y Samaria. El asentamiento se encuentra a 20 kilómetros al suroccidente de Jerusalén, sobre una elevación de 725 metros sobre el nivel del mar, y forma parte del Consejo Regional de Gush Etzion. En 2021 tenía una población de 822 habitantes. 
La comunidad internacional considera que los asentamientos israelíes en Cisjordania son ilegales según la Cuarta Convención de Ginebra, de la que Israel es miembro y cuyo artículo 49 especifica que «la Potencia ocupante no podrá efectuar la evacuación o el traslado de una parte de la propia población civil al territorio por ella ocupado». El gobierno israelí no está de acuerdo con esta posición.

## Historia
El asentamiento fue establecido en 1881, y fue llamado como el profeta bíblico Amos, quien vivió en la cercana población de Tekoa. La mayor parte de los residentes, incluyendo al rabino Zev Wulf Charlop, son emigrantes procedentes de Estados Unidos, aunque un gran número de inmigrantes proceden de la Comunidad de Estados Independientes (CEI) y se han unido al asentamiento en los años recientes. Muchos residentes están asociados con la organización Aish HaTorah. La mayoría de los residentes pertenecen a la comunidad lituana jaredí.